# Air America - Luftens helte
Air America - Luftens helte er en amerikansk film fra 1990 af Roger Spottiswoode.

## Medvirkende
- Mel Gibson som Gene Ryack
- Robert Downey Jr. som Billy Covington
- Nancy Travis som Corinne Landreaux
- Ken Jenkins som Major Donald Lemond
- David Marshall Grant som Robert Diehl
- Lane Smith som Davenport
- Art LaFleur som Jack Neely
- Ned Eisenberg som Nick Pirelli